# Oreneta
|  | Per a altres significats, vegeu «Oreneta (desambiguació)». |

L'oreneta comuna o vulgar (Hirundo rustica), oronell, oronella, oroneta, orenola o orendella és una espècie d'ocell de la família dels hirundínids (Hirundinidae). El seu estat de conservació es considera de risc mínim.
Són uns ocells gregaris; això vol dir que tenen una inclinació a formar grans grups. Sovint, fins i tot, nien en colònies. Així, quan volen per a traslladar-se d'un lloc a un altre en l'època de les migracions, volen moltes orenetes juntes, i arriben a formar grups de milers d'exemplars. Als Països Catalans, arriben els primers exemplars cap al març, però el gruix de la població sol arribar a l'abril o el maig, i retorna cap a l'Àfrica a l'octubre.
Fan nius de fang arrodonits i més oberts que els de l'oreneta cuablanca, i els situen en llocs arrecerats, sovint en construccions, en porxos, corts o fins i tot en els pous, en forats o sobre les bigues, a diferència de l'oreneta cuablanca que els fa a sota els balcons o sota els ràfecs. Per això la trobem més sovint prop dels pobles i de les cases que en ambients naturals, però ha anat esdevenint més rara a les ciutats grans, entre altres raons perquè els és difícil trobar-hi fang per fer el niu.
Mengen insectes que cacen al vol, i amb ells també alimenten les seves criatures. Les criatures fins que no poden volar es queden dins el niu. A vegades, si el niu es troba en una altura considerable, les criatures cauen, i són aliment d'altres animals. Les orenetes, igual que tots els ocells, tenen una olor; si un ésser humà o un altre ésser viu toca la cria, perd l'olor. Si perd l'olor, la mare no la reconeix i ja no la cuida.

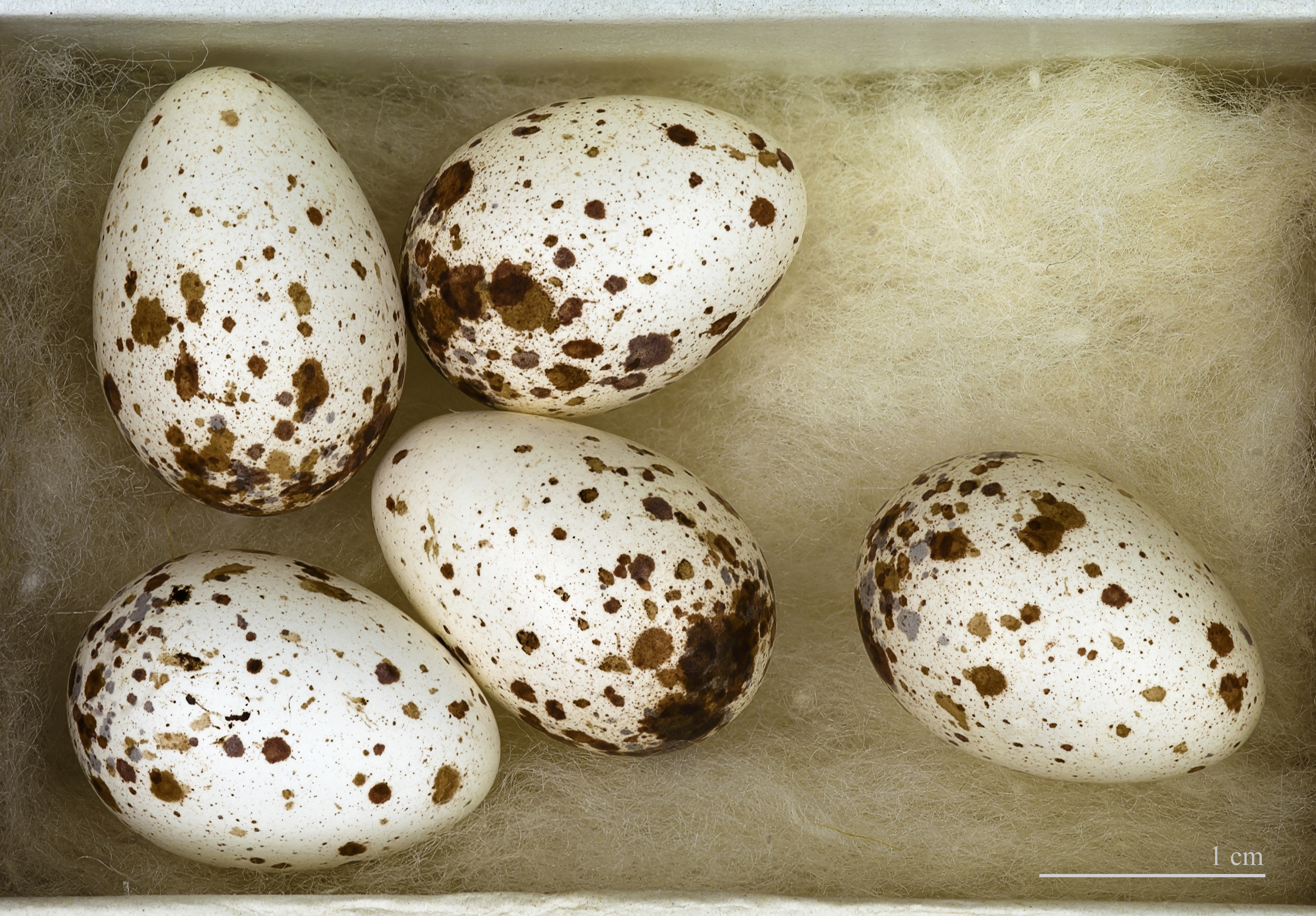
Ous

## Noms dialectals
Oreneta té formes variades com oroneta, aureneta, ogroneta, groneta, gruneta, nereta, orineta...
Notem que entre totes aquestes formes, algunes són variants de caràcter fonètic i d'altres com nereta, ogroneta, gruneta, urinella, runella/ronella, olendra, etc., de lèxic, però, essent usuals tan sols en zones molt limitades (una comarca, o uns pobles), amb prou feines es nota llur presència al costat de les formes bàsiques oreneta i orenella.
orenella o orenella és la forma usual a Mallorca i Menorca (amb les variants aurenella, orinella, aronella, runella, urenella, anorella, anonella, nonella). També hi ha oroneta. vinjolita o ginjolita designa l'oreneta cuablanca.
A la Catalunya del Nord domina orendola. També es diu arendola, arandola i també olendra i orendra (variants: aulendra, orenda, orèndol o abrèndol, a(u)rendola; (i)rendola-randola) i (a)rondella (Vallespir); rondola (capcinès, conflentí i nord del Rosselló), alundra (parlar cerdà), (g)irondela o girondel(l)a (gal·licisme o occitanisme).
Al País Valencià oreneta és propi de la zona nord i predomina a la capital al costat d'oronella i aquesta darrera forma és pròpia de la Ribera del Xúquer i s'estén fins a la comarca d'Alcoi. La forma d'origen aragonès orandella (o ondarella per metàtesi) viu a la zona sud amb variants orondella i orandilla (orandella a la Vila Joiosa i orondella a Alacant; també orandella, orendella i orandilla en diverses poblacions de la Marina Baixa), ocupant un territori limitat.
Orandeta o volandreta al Pallars.
Orandeta, orendeta, arandeta, abrandeta, aurandeta, grandeta, irondeta, olandeta, orondeta, (v)olandeta, volandreta a Andorra i rodalia.